# Краснокутський Хаїм Меєрович
Хаїм Меєрович Краснокутський (1 травня 1904, Сміла, Київська губернія, Російська імперія — 15 серпня 1982, Київ, Українська РСР, СРСР) — радянський офіцер єврейського походження, Герой Радянського Союзу (1940), У роки радянсько-фінської війни командир батальйону 255-го стрілецького полку 123-ї стрілецької дивізії 7-ї армії Північно-Західного фронту, капітан.

## Біографія
Народився 1 травня 1904 року в місті Смілі (нині Черкаської області) в єврейській родині службовця. У 1920 році закінчив неповну середню школу і два курси медичного технікуму. Працював інструктором фізкультури.
У 1926 році призваний до лав Червоної Армії. 
У 1930 році закінчив Київські курси з підготовки командирів піхоти. 
Учасник Вторгнення СРСР до Польщі в 1939 році. 
Учасник радянсько-фінської війни 1939-1940 років.
Член ВКП(б) з 1941 року. 6 березня 1940 року капітан Х. М. Краснокутський стрімким кидком захопив командну висоту, знищивши противника, що засів у траншеях і дотах, рішуче повів батальйон в атаку, захопивши ворожі гармати, кулемети та дві автомашини.
Указом Президії Верховної Ради СРСР від 21 березня 1940 року за зразкове виконання бойових завдань командування і проявлені при цьому відвагу і геройство капітану Хаїму Меєровичу Краснокутському присвоєно звання Героя Радянського Союзу з врученням ордена Леніна і медалі «Золота Зірка» (№ 346).
У боях німецько-радянської війни з 22 червня 1941 року. Командував полком. За бойові успіхи в розгромі Орловської угруповання противника Х. М. Краснокутський був призначений заступником командира стрілецької дивізії. Був начальником відділу бойової підготовки армії.

Могила Хаїма Краснокутського

Після закінчення війни був начальником військової кафедри інституту. З 1953 року полковник Х. М. Краснокутський у запасі. Мешкав у Києві. Помер 15 серпня 1982 року. Похований у Києві на Лук'янівському військовому кладовищі.

## Нагороди
Нагороджений орденами Леніна, двома орденами Червоного Прапора, двома орденами Червоної Зірки, медалями.